# Roberto Gutiérrez
Roberto Carlos Gutiérrez Gamboa (Curacaví, Región Metropolitana de Santiago, Chile, 18 de abril de 1983) es un futbolista chileno que se desempeña como delantero y actualmente esta participando como leyenda de la primera selección de creadores de contenido que se prepara para disputar el mundial en Malasia .

## Trayectoria

### Universidad Católica
En el año 2003 fue promovido al primer equipo de la Universidad Católica por el técnico Óscar Meneses, sin embargo, en su primer partido amistoso de pretemporada, sufrió un corte de ligamentos, lo que lo mantuvo lesionado casi durante todo el año. El año 2004, se recuperó y logró debutar en el primer equipo en el Apertura 2004 para luego jugar más en el Clausura pero sufriría una fractura de rodilla que lo privó de luchar por la titularidad y lo mantuvo parado durante varios meses en recuperación.

### Deportes Melipilla
Para el 2005 parte en un principio a préstamo rumbo a Deportes Melipilla.

### Cruz Azul
Luego tiene la posibilidad de ir a préstamo a México a mitad de año, a jugar al Cruz Azul Oaxaca, donde tuvo continuidad pese a solo anotar dos goles durante un año.

### Universidad Católica
Para el segundo semestre del año 2006, regresó a Universidad Católica y acordó su incorporación hasta fines de 2007. El 2007 hizo 8 Goles en el Apertura 2007, y en el último partido del torneo, definiendo el campeonato frente a Coquimbo Unido, sufrió otra rotura de ligamentos, que lo dejaría fuera de actividad hasta fin de año, perdiéndose todo el Clausura.
Al comenzar el 2008 salió campeón en la Copa Osorno derrotando por 2 goles a cero a Provincial Osorno y por 1 a 0 a un clásico rival, Colo-Colo. Con el cuadro cruzado también disputó la Copa Libertadores 2008 marcándole un gol a River Plate de Argentina en San Carlos de Apoquindo, anotando el empate transitorio, pero finalmente ganaría el equipo visitante por 2 a 1.

### Tecos FC
A mediados de 2008 ficha por 4 años con el Tecos de la UAG de México pero al no tener continuidad finalizado el 2008 se conoce su traspaso al Everton de Viña del Mar. 

### Everton de Viña del Mar
Everton de Viña del Mar, en calidad de préstamo, para disputar la Copa Libertadores 2009 donde convierte un importante gol en el triunfo de su equipo sobre Lanús de Argentina por 2 a 1 como visita, siendo el primer triunfo de un equipo chileno sobre uno argentino en aquellas tierras por Copa Libertadores. En este torneo piloteó el ataque con Ezequiel Miralles.

### Universidad Católica
En el segundo semestre del año 2009, vuelve a Universidad Católica para ser parte importante del subcampeonato obtenido aquel semestre.

### Tecos FC
Vuelve luego a Estudiantes Tecos para jugar el Torneo Bicentenario Clausura 2010 de México por seis meses.

### Universidad Católica
Ya a mediados de 2010 regresaría nuevamente a Universidad Católica donde gana el campeonato nacional, forma parte del Parte del Equipo Ideal de la ANFP y obtiene el premio a Mejor Jugador del Año por El Gráfico Chile.
Comenzado el 2011 tendría un irregular cometido con el cuadro cruzado que obtendría un nuevo subcampeonato y los cuartos de final de la Copa Libertadores 2011.
Fue dirigido por Juan Antonio Pizzi y compartió el ataque con Lucas Pratto.

### Colo-Colo
Ficharía por Colo-Colo en calidad de refuerzo estrella junto a Carlos Muñoz y Mauro Olivi, siendo además, el jugador mejor pagado del torneo local de 2011.
En Colo-Colo no lograría el rendimiento deseado llegando incluso a jugar en el equipo filial por lo cual a mediados del 2012 se desvincula del club albo y arriba a Palestino.

### Palestino
En Palestino y de la mano de Emiliano Astorga tendría un renacer futbolístico con lo cual finalizado aquel semestre y jugado tres fechas del Clausura 2014 regresa a México, esta vez al Atlante FC.

### Atlante FC
Con el Atlante FC lograría anotar en cuatro ocasiones pero no sería suficiente para evitar el descenso de su club a la Liga de Ascenso MX, es por ello que decide regresar a Chile.

### Santiago Wanderers

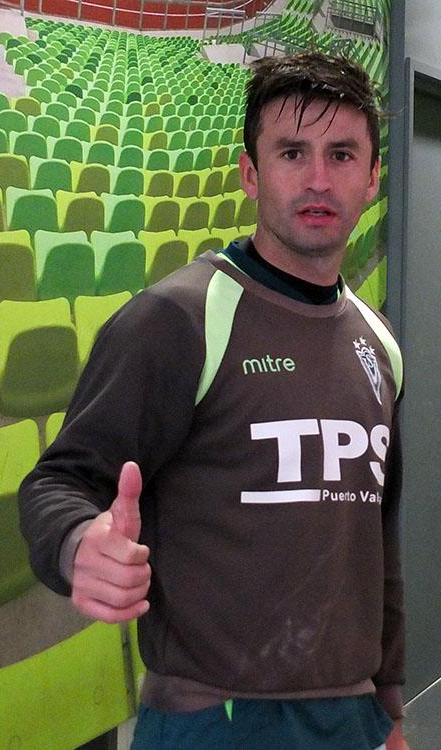
Gutiérrez con el buzo de Santiago Wanderers.

Esta vez sería Santiago Wanderers quién lo acogería, se reencontraría con Emiliano Astorga, en el puerto lograría un gran rendimiento convirtiéndose en el goleador del equipo y del semestre en Chile con 13 goles obteniendo un subcampeonato en el Apertura 2014, pero luego durante la Liguilla Pre-Libertadores 2014 comenzó una negociación con Universidad Católica lo cual llevaría a terminar de mala forma su paso por Valparaíso, al terminar peleado con su técnico, dirigentes e hinchas, para luego tras dos días de no presentarse a los entrenamientos ficharía por 350.000 USD en el elenco de la franja por dos años y medio.

### Universidad Católica
Llega con gran cartel a Universidad Católica en 2015, pero una luxación en su hombro izquierdo, (lesión de la que tuvo que ser operado) le impide continuar en el torneo. en la temporada 2016 tuvo pocas oportunidades de jugar, recuperándose de la lesión y con el delantero chileno Nicolás Castillo en buena forma, queda fuera de la citación de los partidos y juega solo un par de partidos. Aunque no jugó todos los partidos fue parte del equipo que ganó el Bicampeonato en 2016 además de la Supercopa de Chile. En mayo de 2017 el cuerpo técnico de la Universidad Católica decidió que no formaría parte del plantel el próximo semestre. Semanas después volvería a Palestino

### Regreso a Palestino

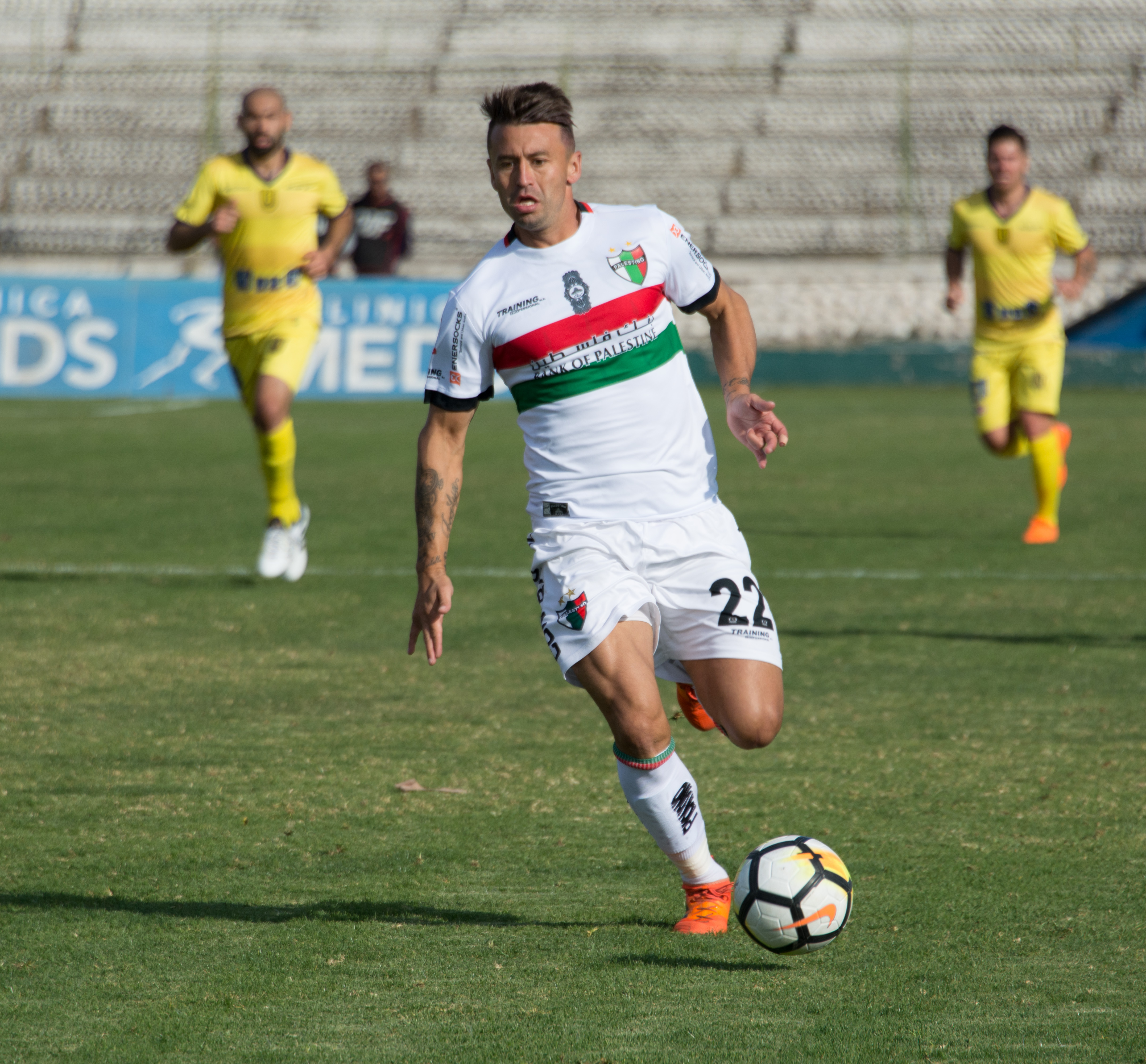
Gutiérrez en su paso por Palestino.

Luego de ser cortado por Mario Salas del plantel cruzado fue sondeado por Everton pero se decidió por el "Tino Tino" con la difícil tarea de salvarlos del descenso. Durante el Torneo de Transición 2017 (Chile) fue clave en la salvación de Palestino de cara al descenso, marcando 8 goles y siendo la máxima figura árabe. Al final del 2017 el club confirmó que el pájaro renovaba contrato hasta finales del 2019.

### Últimos cartuchos
Luego del fin de su contrato con Palestino, en enero de 2020 es anunciado como nuevo jugador de O'Higgins.A fin de temporada, no renovó su contrato debido a diferencias con la cúpula dirigencial, y pese a rumorearse un regreso a Universidad Católica,finalmente es Ñublense, quien regresaba a la primera división chilena, quien se queda con sus servicios para la temporada 2021.
En enero de 2022, es anunciado por redes sociales como nuevo jugador de Cobreloa de la Primera B chilena.Tras una lesión cervical en un partido ante Deportes Temuco que lo dejó inactivo al final de temporada, y no logrando el ascenso, no renueva su contrato con el conjunto loíno.
Tras un semestre de inactividad, en julio de 2023 es anunciado como refuerzo de Deportes Recoleta de la Primera B.
En febrero de 2025 se integra a la Primera @Selección Chilena de Creadores de contenidos, que se prepara para disputar un Mundial en Malasia en septiembre de ese año. El 26 de abril disputó un partido amistoso contra la selección colombiana de Creadores de Contenido, marcando un gol en el encuentro que terminó empatado a 3, siendo una de las leyendas que participaron en dicho partido.

## Selección nacional
Ha sido internacional con la Selección de fútbol de Chile en 10 oportunidades, debutando el 2007 en un partido amistoso frente a Cuba en Osorno convirtiendo un gol. En 2015 es nominado para un amistoso contra Estados Unidos en Rancagua, en el cual anotó el empate parcial a un gol, en victoria por 3-2.
También estuvo en la pre nómina de la Copa América 2007 pero una lesión lo dejaría fuera.
Su última nominación por la Selección de Fútbol de Chile se produjo el 29 de marzo de 2015 preparatorio para la Copa América 2015 jugado en el Emirates Stadium donde perdieron 1-0 contra la Selección de Fútbol de Brasil y Gutiérrez vio el partido desde el banco de suplentes.

### Partidos internacionales
| Partidos internacionales | Partidos internacionales | Partidos internacionales                      | Partidos internacionales | Partidos internacionales | Partidos internacionales | Partidos internacionales | Partidos internacionales       | Partidos internacionales | Partidos internacionales |
| N.º                      | Fecha                    | Estadio                                       | Local                    | Resultado                | Visitante                | Goles                    | DT                             |                          |                          |
| ------------------------ | ------------------------ | --------------------------------------------- | ------------------------ | ------------------------ | ------------------------ | ------------------------ | ------------------------------ | ------------------------ | ------------------------ |
| 1                        | 9 de mayo de 2007        | Estadio Rubén Marcos Peralta, Osorno, Chile   | Chile                    | 3-0                      | Cuba                     | Anotado                  | Nelson Acosta                  |                          |                          |
| 2                        | 16 de mayo de 2007       | Estadio Germán Becker, Temuco, Chile          | Chile                    | 2-0                      | Cuba                     | Anotado                  | Nelson Acosta                  |                          |                          |
| 3                        | 23 de mayo de 2007       | Estadio Sylvio Cator, Kingston, Haití         | Haití                    | 0-0                      | Chile                    |                          | Nelson Acosta                  |                          |                          |
| 4                        | 2 de junio de 2007       | Estadio Ricardo Saprissa, Tibás, Costa Rica   | Costa Rica               | 2-0                      | Chile                    |                          | Nelson Acosta                  |                          |                          |
| 5                        | 5 de junio de 2007       | estadio independence Park , Kingston, Jamaica | Jamaica                  | 1-0                      | Chile                    |                          | Nelson Acosta                  |                          |                          |
| 6                        | 7 de septiembre de 2007  | Estadio Ernst Happel Stadion, Viena, Suiza    | Suiza                    | 1:2 (1:1)                | Chile                    |                          | Marcelo Alberto Bielsa Caldera |                          |                          |
| 7                        | 26 de marzo de 2015      | Nv Arena ,Sankt Pölten,Austria                | Austria                  | 0-2                      | Chile                    |                          | Jorge Sampaoli                 |                          |                          |
| 8                        | 28 de enero de 2015      | Estadio El Teniente, Rancagua, Chile          | Chile                    | 3-2                      | Estados Unidos           | Anotado                  | Jorge Sampaoli                 |                          |                          |
| 9                        | 26 de marzo de 2015      | NV Arena, Sankt Pölten, Austria               | Irán                     | 2-0                      | Chile                    |                          | Jorge Sampaoli                 |                          |                          |
| 10                       | 29 de marzo de 2015      | Emirates Stadium, Londres,Inglaterra          | Brasil                   | 1-0                      | Chile                    |                          | Jorge Sampaoli                 |                          |                          |
| Total                    | Total                    | Total                                         | Presencias               | 6                        | Goles                    | 3                        |                                |                          |                          |

| Selección chilena | Selección chilena | Selección chilena |
| Año               | Partidos          | Goles             |
| ----------------- | ----------------- | ----------------- |
| 2007              | 6                 | 2                 |
| 2015              | 4                 | 1                 |
| Total             | 10                | 3                 |

## Estadísticas

### Clubes
| Club | Div           | Temporada     | Liga  | Liga  | Copas nacionales(1) | Copas nacionales(1) | Torneos internacionales(2) | Torneos internacionales(2) | Total | Total | Media goleadora(3) |
| Club | Div           | Temporada     | Part. | Goles | Part.               | Goles               | Part.                      | Goles                      | Part. | Goles | Media goleadora(3) |
| --- | ------------- | ------------- | ----- | ----- | ------------------- | ------------------- | -------------------------- | -------------------------- | ----- | ----- | ------------------ |
| Universidad Católica · Chile | 1.ª           | 2004          | 12    | 2     | —                   | —                   | —                          | —                          | 12    | 2     | 0.00               |
| Deportes Melipilla · Chile | 1.ª           | 2005          | 6     | 0     | —                   | —                   | —                          | —                          | 6     | 0     | 0.00               |
| Deportes Melipilla · Chile | Total club    | Total club    | 6     | 0     | 0                   | 0                   | 0                          | 0                          | 6     | 0     | 0.00               |
| Cruz Azul Oaxaca · México | 2.ª           | 2005-06       | —     | —     | —                   | —                   | —                          | —                          | 0     | 0     | 0                  |
| Cruz Azul Oaxaca · México | Total club    | Total club    | 24    | 2     | 0                   | 0                   | 0                          | 0                          | 24    | 2     | 0.08               |
| Universidad Católica · Chile | 1.ª           | 2006          | 5     | 0     | —                   | —                   | —                          | —                          | 5     | 0     | 0.00               |
| Universidad Católica · Chile | 1.ª           | 2007          | 19    | 8     | —                   | —                   | —                          | —                          | 19    | 8     | 0.42               |
| Universidad Católica · Chile | 1.ª           | 2008          | 14    | 5     | —                   | —                   | 4                          | 1                          | 18    | 6     | 0.33               |
| Tecos de la UAG · México | 1.ª           | 2008-09       | 3     | 0     | —                   | —                   | —                          | —                          | 3     | 0     | 0.00               |
| Tecos de la UAG · México | Total club    | Total club    | 3     | 0     | 0                   | 0                   | 0                          | 0                          | 3     | 0     | 0.00               |
| Everton · Chile | 1.ª           | 2009          | 18    | 5     | —                   | —                   | 6                          | 3                          | 24    | 8     | 0.33               |
| Everton · Chile | Total club    | Total club    | 18    | 5     | 0                   | 0                   | 6                          | 3                          | 24    | 8     | 0.33               |
| Universidad Católica · Chile | 1.ª           | 2009          | 19    | 10    | —                   | —                   | —                          | —                          | 19    | 10    | 0.52               |
| Estudiantes Tecos · México | 1.ª           | 2009-10       | 11    | 1     | —                   | —                   | —                          | —                          | 11    | 1     | 0.09               |
| Estudiantes Tecos · México | Total club    | Total club    | 11    | 1     | 0                   | 0                   | 0                          | 0                          | 11    | 1     | 0.09               |
| Universidad Católica · Chile | 1.ª           | 2010          | 17    | 14    | 1                   | 0                   | —                          | —                          | 18    | 14    | 0.77               |
| Universidad Católica · Chile | 1.ª           | 2011          | 16    | 5     | —                   | —                   | 7                          | 1                          | 23    | 6     | 0.26               |
| Colo-Colo · Chile | 1.ª           | 2011          | 16    | 5     | 4                   | 1                   | —                          | —                          | 20    | 6     | 0.30               |
| Colo-Colo · Chile | 1.ª           | 2012          | 18    | 1     | 5                   | 2                   | —                          | —                          | 23    | 3     | 0.07               |
| Colo-Colo · Chile | 1.ª           | 2013          | 1     | 0     | —                   | —                   | —                          | —                          | 1     | 0     | 0.00               |
| Colo-Colo · Chile | Total club    | Total club    | 35    | 6     | 9                   | 3                   | 0                          | 0                          | 44    | 9     | 0.20               |
| Palestino · Chile | 1.ª           | 2013          | 18    | 9     | 3                   | 3                   | —                          | —                          | 21    | 12    | 0.60               |
| Palestino · Chile | 1.ª           | 2013-14       | 3     | 4     | —                   | —                   | —                          | —                          | 3     | 4     | 1.33               |
| Atlante FC · México | 1.ª           | 2014-15       | 11    | 4     | —                   | —                   | —                          | —                          | 11    | 4     | 0.36               |
| Atlante FC · México | Total club    | Total club    | 11    | 4     | 0                   | 0                   | 0                          | 0                          | 11    | 4     | 0.36               |
| Santiago Wanderers · Chile | 1.ª           | 2014-15       | 17    | 13    | 2                   | 1                   | —                          | —                          | 19    | 14    | 0.73               |
| Santiago Wanderers · Chile | Total club    | Total club    | 17    | 13    | 2                   | 1                   | 0                          | 0                          | 19    | 14    | 0.73               |
| Universidad Católica · Chile | 1.ª           | 2014-15       | 17    | 6     | —                   | —                   | —                          | —                          | 17    | 6     | 0.35               |
| Universidad Católica · Chile | 1.ª           | 2015-16       | 12    | 6     | 4                   | 1                   | 2                          | 1                          | 18    | 8     | 0.50               |
| Universidad Católica · Chile | 1.ª           | 2016-17       | 10    | 4     | —                   | —                   | 5                          | 0                          | 15    | 4     | 0.00               |
| Universidad Católica · Chile | Total club    | Total club    | 141   | 60    | 5                   | 1                   | 18                         | 3                          | 164   | 64    | 0.40               |
| Palestino · Chile | 1.ª           | 2017          | 15    | 8     | 3                   | 2                   | 2                          | 0                          | 20    | 10    | 0.50               |
| Palestino · Chile | 1.ª           | 2018          | 23    | 8     | 5                   | 1                   | —                          | —                          | 28    | 9     | 0.32               |
| Palestino · Chile | 1.ª           | 2019          | 12    | 10    | 2                   | 0                   | 8                          | 0                          | 22    | 10    | 0.45               |
| Palestino · Chile | Total club    | Total club    | 71    | 39    | 13                  | 6                   | 10                         | 0                          | 94    | 45    | 0.47               |
| O'Higgins · Chile | 1.ª           | 2020          | 21    | 6     | 0                   | 0                   | —                          | —                          | 21    | 6     | 0.29               |
| O'Higgins · Chile | Total club    | Total club    | 21    | 6     | 0                   | 0                   | 0                          | 0                          | 21    | 6     | 0.29               |
| Ñublense · Chile | 1.ª           | 2021          | 21    | 3     | 0                   | 0                   | —                          | —                          | 21    | 3     | 0.14               |
| Ñublense · Chile | Total club    | Total club    | 21    | 3     | 0                   | 0                   | 0                          | 0                          | 21    | 3     | 0.14               |
| Cobreloa · Chile | 2.ª           | 2022          | 26    | 5     | —                   | —                   | —                          | —                          | 0     | 0     | 0.00               |
| Cobreloa · Chile | Total club    | Total club    | 26    | 5     | 0                   | 0                   | 0                          | 0                          | 0     | 0     | 0.00               |
| Total carrera | Total carrera | Total carrera | 379   | 139   | 29                  | 11                  | 34                         | 6                          | 442   | 156   | 0.35               |
| (1) Incluye datos de Copa Chile. (2) Incluye datos de Copa Libertadores y Copa Sudamericana. (3) No incluye goles en partidos amistosos o por filial. |               |               |       |       |                     |                     |                            |                            |       |       |                    |

### Tripletes
Partidos en los que anotó tres o más goles:
 Actualizado de acuerdo al último partido jugado el 22 de julio de 2017.
| 1 | 1 de noviembre de 2015 | Estadio El Cobre, El Salvador                 | Cobresal - Universidad Católica       |  | 2 - 5 | Torneo Apertura 2015           |
| 2 | 9 de marzo de 2019     | Estadio Municipal de La Cisterna, El Salvador | Palestino - Universidad de Concepción |  | 4 - 1 | Primera División de Chile 2019 |

## Palmarés

### Torneos nacionales
| Título             | Equipo                   | País  | Año    |
| ------------------ | ------------------------ | ----- | ------ |
| Primera División   | C.D Universidad Católica | Chile | 2010   |
| Primera División   | C.D Universidad Católica | Chile | 2016-C |
| Supercopa de Chile | C.D Universidad Católica | Chile | 2016   |
| Primera División   | C.D Universidad Católica | Chile | 2016-A |
| Copa Chile         | C.D Palestino            | Chile | 2018   |

### Distinciones individuales
| Distinción                                 | Año  |
| ------------------------------------------ | ---- |
| Parte del Equipo Ideal de la ANFP          | 2010 |
| Parte del Equipo Ideal de El Gráfico Chile | 2010 |
| Mejor Jugador del Año por El Gráfico Chile | 2010 |